# Majka (serial telewizyjny)
Majka − polska telenowela, emitowana w telewizji TVN od 4 stycznia do 23 grudnia 2010. Odcinek pilotowy wyemitowano przedpremierowo 22 grudnia 2009, po ostatnim odcinku serialu BrzydUla, w którym również wystąpiła tytułowa Majka. Serial wzorowany był na wenezuelskiej telenoweli Juana la virgen.
Piosenkę z czołówki serialu, która była coverem utworu Jeanette pt. „Porque te vas”, a w polskiej wersji nosiła tytuł „Nie pytaj” śpiewała Alicja Boratyn. Serial początkowo miał się nazywać „Po prostu Majka”.

## Opis fabuły
Majka to opowieść dziejąca się w Krakowie. Tytułowa bohaterka Majka Olkowicz (Joanna Osyda) jest studentką fotografii na Akademii Sztuk Pięknych w Krakowie i walczy o stypendium na prestiżowej uczelni we Florencji, jednakże przypadkowa inseminacja niszczy te plany. Majka zaczyna pracę w firmie Panorama Project, której szefem jest Michał Duszyński (Tomasz Ciachorowski), ojciec jej dziecka.

## Obsada
| Aktor                 | Rola                                     |
| --------------------- | ---------------------------------------- |
| Joanna Osyda          | Majka Olkowicz                           |
| Tomasz Ciachorowski   | Michał Duszyński                         |
| Marieta Żukowska      | Aleksandra Duszyńska, żona Michała       |
| Ewa Kaim              | Anna Olkowicz, matka Majki               |
| Anna Tomaszewska      | Róża Olkowicz, babcia Majki              |
| Jakub Bohosiewicz     | Piotr Olkowicz, wujek Majki              |
| Katarzyna Gniewkowska | Lucyna Duszyńska, matka Michała          |
| Tadeusz Huk           | Kazimierz Duszyński, ojciec Michała      |
| Magdalena Grąziowska  | Lila Jędrych, przyjaciółka Majki         |
| Andrzej Andrzejewski  | Stefan Lisowski                          |
| Beata Rybotycka       | Grażyna Piotrowska                       |
| Leszek Teleszyński    | Profesor Rotarski                        |
| Anna Oberc            | Jola Ładosz                              |
| Jan Monczka           | Gustaw, były partner Anny                |
| Maja Barełkowska      | Halina Piotrowska                        |
| Karolina Gorczyca     | Klara                                    |
| Ewa Kolasińska        | Waleria Góra, sąsiadka                   |
| Marta Bizoń           | Barbara Kowalewska, lekarka Majki        |
| Weronika Rosati       | Dagmara Godzwon                          |
| Michał Lewandowski    | Adam Stankiewicz                         |
| Grzegorz Mielczarek   | Wojciech Kotowski                        |
| Andrzej Deskur        | Wiktor Olszewski                         |
| Barbara Wilk          | Barbara Duszyńska, córka Majki i Michała |

## Spis serii
| Seria       | Seria | Sezon            | Odcinki         | Premiera        | Finał                     | Emisja          | Średnia oglądalność |
| ----------- | ----- | ---------------- | --------------- | --------------- | ------------------------- | --------------- | ------------------- |
|             | 1.    | zima-wiosna 2010 | Pilot           | 22 grudnia 2009 | 22 grudnia 2009           | wtorek 18.25    | brak danych         |
| 1–113 (113) | 1.    | zima-wiosna 2010 | 4 stycznia 2010 | 11 czerwca 2010 | poniedziałek-piątek 17.55 | 2,80 mln        |                     |
|             | 2.    | jesień-zima 2010 | 114–190 (77)    | 6 września 2010 | poniedziałek-piątek 17.55 | 23 grudnia 2010 | 2,72 mln            |

## Multimedia
Wydania DVD
| #              | Data wydania     | Wydane odcinki | Seria    |
| -------------- | ---------------- | -------------- | -------- |
| Część pierwsza | 2 września 2010  | 1–30           | Pierwsza |
| Część druga    | 4 listopada 2010 | 31–60          | Pierwsza |
| –              | niewydane        | 61–113         | Pierwsza |
| –              | niewydane        | 114–190        | Druga    |

Ścieżka dźwiękowa
| Data wydania | Liczba utworów | Wydawca                | Lista piosenek |
| --- | -------------- | ---------------------- | --- |
| 30 kwietnia 2010 | 11             | Universal Music Polska | \| Zawartość albumu: \| \| ----------------------------------------------------------------------------------------------------------------------------------------------------------------------------------------------------------------------------------------------------------------------------------------------------------------------------------------------------------- \| \| 1. Alicja Boratyn – Nie pytaj 2. Florence & The Machine – You’ve Got The Love 3. Alicja Boratyn – Już przestałam 4. La Roux – Bulletproof 5. Alicja Boratyn – Ostatni raz 6. Klaxons – Golden Skans 7. Alicja Boratyn – Wiesz o czym mówię 8. Mando Diao – Dance With Somebody 9. Plastic – Silly Girls 10. Yeah Yeah Yeahs – Zero 11. Alicja Boratyn – Sms \| |
| Zawartość albumu: |                |                        | |
| 1. Alicja Boratyn – Nie pytaj 2. Florence & The Machine – You’ve Got The Love 3. Alicja Boratyn – Już przestałam 4. La Roux – Bulletproof 5. Alicja Boratyn – Ostatni raz 6. Klaxons – Golden Skans 7. Alicja Boratyn – Wiesz o czym mówię 8. Mando Diao – Dance With Somebody 9. Plastic – Silly Girls 10. Yeah Yeah Yeahs – Zero 11. Alicja Boratyn – Sms |                |                        | |

Książki
W książce Majka w Krakowie: Przewodnik po serialu i mieście zostały przedstawione opowieści o niektórych ciekawostkach i tajemnicach z planu filmowego "Majki" oraz o zakątkach Krakowa. Pozycja W stronę słońca opowiada o młodych latach Anny Olkowicz oraz kulisach poznania się z ojcem Majki.
| Nr | Data wydania     | Tytuł                                             | Autor                                               | Wydawnictwo        |
| -- | ---------------- | ------------------------------------------------- | --------------------------------------------------- | ------------------ |
| 1  | 12 sierpnia 2010 | Majka w Krakowie: Przewodnik po serialu i mieście | Magdalena Moskal, Małgorzata Olszewska              | Wydawnictwo W.A.B. |
| 2  | 22 września 2010 | W stronę słońca                                   | Agnieszka Marzysz (pod pseudonimem: Piotr Olkowicz) | Wydawnictwo Pascal |

## Występy publiczne
VI Ogólnopolskie Dni Integracji „Zwyciężać Mimo Wszystko”
Podczas VI Ogólnopolskie Dni Integracji „Zwyciężać Mimo Wszystko”, którym zajmowała się Fundacja Anna Dymnej, na Krakowskim Rynku 13 czerwca 2010 odbył się mecz siatkówki: mistrzowie Polski w siatkówce osób niepełnosprawnych kontra gwiazdy serialu Majka. W drużynie Majki obecni byli: Konrad, Aleksandra, Eliza, Kasia, Bartek, Sabina, Wiktor, Adam oraz Anna i Róża Olkowicz jako doping.
Koncert Przyjaciół Majki
Koncert odbył się 12 września 2010 na Krakowskim Rynku Głównym. W koncercie oprócz aktorów występujących w serialu wzięli udział następujący artyści: Alicja Boratyn, Marina Łuczenko, Afromental oraz Kasia Cerekwicka.
Wykonane piosenki podczas koncertu:
| Wykonawca        | Piosenka |
| ---------------- | --- |
| Alicja Boratyn   | "SMS", "Nie pytaj" |
| Marina Łuczenko  | "Crazy in love", "Hello l.o.v.e", "Prince Charming","Pepper Mint", "Glam Pop", "Pleas Don't Leave Me Here", "If I were a boy" |
| Kasia Cerekwicka | "Na kolana", "S.O.S", |
| Afromental       | "Radio Song" i inne. |

## Nagrody i nominacje
Serial został nominowany do prestiżowej nagrody Telekamery Tele Tygodnia 2011 w kategorii serial codzienny. Serial zajął drugie miejsce ustępując serialowi TVP 2 Barwy szczęścia. Do nagrody została nominowana także główna aktorka tego serialu (Joanna Osyda) w kategorii aktorka. Zdobyła także drugie miejsce (musiała uznać wyższość aktorki Barw szczęścia, Katarzyny Zielińskiej). Do nagrody Telekamery został nominowany również Tomasz Ciachorowski.